# 首折れ鯖
首折れ鯖（くびおれさば）は、鹿児島県屋久島で水揚げされるゴマサバの現地名のこと。歴史的には、主に屋久島北部の一湊（いっそう）漁港などで水揚げがされてきたことが知られている。屋久島では東シナ海側から日本海側の方で獲れるものをこう呼ぶ。血液を抜くためと鮮度を保つために、漁獲後すぐに首を折ることからその名が付く。マサバに比べて脂肪分が少なく、刺身にすると身の締まった歯ごたえが味わえる。刺身のほか、塩サバ焼き、大根なます、しゃぶしゃぶやすき焼きでも食べられている。また屋久島は古くから、獲れたサバを利用して「さば節」を加工してきた。主にそばなどのつゆだし用として重用されてきた。